# Euriphene kivuensis
Euriphene kivuensis är en fjärilsart som beskrevs av Jackson och Francis Gard Howarth 1957. Euriphene kivuensis ingår i släktet Euriphene och familjen praktfjärilar. Inga underarter finns listade i Catalogue of Life.